# Kettenbach (Aist)
Der Kettenbach ist ein bei Hohensteg (Gemeinde Tragwein) von links in die Aist mündender Bach im Unteren Mühlviertel in Oberösterreich.
Der Bach verfügt über ein Einzugsgebiet von 58,2 Quadratkilometern, das hauptsächlich land- und forstwirtschaftlich genutzt wird. Im Fluss-System der Aist verfügt der Bach nach der Feldaist über das zweitgrößte Teileinzugsgebiet und ist mit 92 erfassten Querbauwerken der am meisten verbaute Bach.

## Verlauf, Natur und Zuflüsse
Der Kettenbach entspringt westlich von Schönau auf 710 m ü. A. und fließt zunächst in Richtung Süden durch Wälder und vorbei an weitläufigen Wiesen sowie später an landwirtschaftlich genutzten Flächen. Neben Bachforelle, Koppe und Aitel wurden im Kettenbach auch Bachneunaugen festgestellt.
Durch das Ortsgebiet von Bad Zell sind die Ufer befestigt. Im weiteren Verlauf begleitet der Bach die Königswiesener Straße und wird bei der Sonnmühle aufgestaut, wobei sowohl der Bach als auch der Mühlbach teilweise unterirdisch durch das Sägewerksgelände geleitet werden.
Gemeinsam mit dem Hinterbach fließt der Kettenbach nach Süden Richtung Kriechbaum, wo er nach Westen dreht und in einem Bogen südlich an Tragwein vorbei zur Mündung gelangt. Weitere Zuflüsse sind rechts der Weberbergerbach, der Hinterbach, der Pernbach, Hennbach sowie der Lungitzbach und links der Aubach und der Ellerbergerbach.
Der Kettenbach durchfließt die Gemeinden Schönau im Mühlkreis, Bad Zell, Tragwein und Allerheiligen im Mühlkreis.

## Wirtschaft
Die Kläranlagen des Reinhaltungsverbandes Kettenbach entsorgen die Abwässer aus den Gemeinden Allerheiligen, Bad Zell und Tragwein und entwässern in den Kettenbach.
In der Sonnmühle wird ein Sägewerk betrieben, das die Wasserkraft des Kettenbachs nutzt und dessen Elektrizitätsversorgung durch ein Kleinkraftwerk des Hinterbachs unterstützt wird.
Im Ortsteil Kriechbaum fließt der Kettenbach durch das Bergwerksareal der KAMIG, wo Kaolin abgebaut wird.